# Розан (кантон)
Роза́н (фр. Rosans) — кантон во Франции, находится в регионе Прованс — Альпы — Лазурный Берег, департамент Верхние Альпы. Входит в состав округа Гап.
Код INSEE кантона — 0517. Всего в кантон Розан входит 9 коммун, из них главной коммуной является Розан.

## Коммуны кантона
| Коммуна             | Население, чел. (1999) | Почтовый индекс | Код INSEE |
| ------------------- | ---------------------- | --------------- | --------- |
| Брюи                | 73                     | 05150           | 05024     |
| Монже               | 79                     | 05150           | 05086     |
| Муадан              | 53                     | 05150           | 05091     |
| Рибейре             | 114                    | 05150           | 05117     |
| Розан               | 493                    | 05150           | 05126     |
| Сент-Андре-де-Розан | 139                    | 05150           | 05129     |
| Сент-Мари           | 48                     | 05150           | 05150     |
| Сорбье              | 54                     | 05150           | 05169     |
| Шанус               | 34                     | 05700           | 05033     |

## Население
Население кантона на 2007 год составляло 1 113 человек.
| 1962 | 1968  | 1975  | 1982  | 1990  | 1999  | 2006  | 2007  | 2008 |
| ---- | ----- | ----- | ----- | ----- | ----- | ----- | ----- | ---- |
| 924  | 1 148 | 1 095 | 1 079 | 1 083 | 1 087 | 1 109 | 1 113 | —    |